# As Crazy as It Gets
As Crazy as it Gets es una película de comedia romántica y de carretera nigeriana de 2015 dirigida por Shittu Taiwo y protagonizada por Omoni Oboli y Chuks Chyke en los papeles principales.

## Sinopsis
Un hombre está a punto de proponerle matrimonio a su novia pero sus planes cambian cuando una mujer embarazada aparece en su puerta exigiéndole que se haga cargo de sus responsabilidades.

## Elenco
- Omoni Oboli como Katherine[3]
- Chucks Chyke como Ritchie
- Aisha Tisham como Nina
- Oduen Apel como
- Titi Joseph como
- Mary Chukwu como
- Tehilla Adiele como
- Ajibade como

## Producción y lanzamiento
As Crazy as it Gets se rodó en Abuya, TCF. Se estrenó en el Hotel Sheraton de Abuya el 3 de mayo de 2015. El avance de la película se lanzó en línea en junio de 2015.

## Recepción
Nollywood Reinvented calificó la película con un 40%, elogiando la historia por ser "diferente", pero criticando la trama débil y la falta de química entre los protagonistas. Concluyó: "...la película es interesante porque es diferente. Omoni le da mucha vida a la película y al protagonista masculino, Chucks Chyke, le va muy bien individualmente como actor. Ahora definitivamente hay trabajo por hacer con sus respuestas a los otros actores en escena".